# Besate
Besate (Besàa in dialetto milanese) è un comune italiano di 2 046 abitanti della città metropolitana di Milano in Lombardia.

## Storia

### Dalle origini al Rinascimento
Si ha ragione di credere che le origini di Besate siano da ascrivere al periodo celtico e questa tesi sembrerebbe supportata dai ritrovamenti rinvenuti in loco ascrivibili a quel periodo come monete, materiali in terracotta, urne cinerarie e addirittura resti di palafitte di epoche ancora più remote.
La stessa fondazione della chiesa parrocchiale di San Michele, è con tutta probabilità di epoca medievale e ascrivibile alla famiglia autoctona dei Da Besate. La prima testimonianza documentale dell'esistenza del paese, ad ogni modo, risale all'anno 1000 quando troviamo indicato l'abitato col nome di Besade. Nel 1378 Gian Galeazzo Visconti, signore di Milano, stabilì che il comune di Besate che si era costituito durante il XII secolo, dovesse rientrare tra le città dipendenti dall'Ufficio delle Gabelle di Pavia per il pagamento della tassa del sale.
Durante il Quattrocento, Besate venne colpita da due ondate dell'epidemia di peste che colpì l'intero Ducato di Milano: quella del 1420, documentata da un registro visconteo, e la seconda del 1472 documentata anche in modo dettagliato in una lettera inviata dal Consiglio Segreto al duca Galeazzo Maria Sforza. Per l'occasione in questa seconda emergenza venne impiantato all'esterno del paese un piccolo lazzaretto costituito da capanne di paglia dove ricoverare gli appestati.

### Il Seicento ed il Settecento
Dopo essere passata dal Ducato di Milano al dominio spagnolo, Besate nel 1630 venne nuovamente colpita dalla peste che questa volta decimò il 20% della popolazione del paese. Inoltre, da quasi dieci anni, il comune aveva perso la propria indipendenza ed era stato costretto alla feudalità sotto i Visconti di Modrone che nei secoli successivi arrivarono ad acquistare sino ad un terzo dell'intero territorio comunale.
Col '700 il paese passò sotto il dominio austriaco che portò dapprima alla riforma del Catasto Teresiano e nel 1786 all'elaborazione di un piano per la creazione di una scuola a Besate che potesse servire anche l'agglomerato urbano di Fallavecchia. Nel 1784 venne progettato il nuovo cimitero ubicato tra le attuali strada per Pavia e quella per la cascina Agnella, che rimase a servizio della comunità sino al 1889 quando venne costruito quello attuale. Nel 1782 venne inoltre istituita la prima condotta medica per il comune di Besate.Nel 1786 il comune di Besate fu inserito nella provincia di Pavia.

### L'epoca napoleonica e la restaurazione austriaca
Con l'arrivo dei napoleonici nel primo Ottocento, il paese si presentava ancora prevalentemente agricolo, con dieci cascine e 1 460 abitanti. In quest'epoca, per breve periodo Besate annesse Fallavecchia. Il governo del Bonaparte continuò a mantenere a Besate il funzionamento di una scuola elementare locale che era comunque poco frequentata essendo la cittadinanza prevalentemente dedita all'agricoltura. Col ritorno degli austriaci nel 1815, il paese di Besate venne compreso nel distretto di Rosate ove rimase sino agli anni '40 dell’Ottocento quando passò a quello di Binasco. Sul piano dell'amministrazione locale, in questo periodo si segnalarono come particolarmente benefiche per l'abitato le iniziative private del duca Carlo Visconti di Modrone: questi, dopo le piene del Ticino del 1814 e del 1824 che avevano rovinato molte delle colture besatesi e distrutto completamente le cascine Ghisalba e Ghisalbetta, escogitò un sistema per sbarrare la forza d'urto delle acque del fiume, riducendo la costa e inclinandola verso la corrente, convertendo quei terreni che erano di sua proprietà a marcite. L'azione dei Visconti di Modrone fu probabilmente motivata anche da motivi personali dal momento che essi si qualificavano come i principali produttori di vino (in località Pizzo) ed avevano subito considerevoli perdite da questi danni naturali. Nel 1841 la popolazione era costituita da 1 850 abitanti.

### Il Regno d'Italia

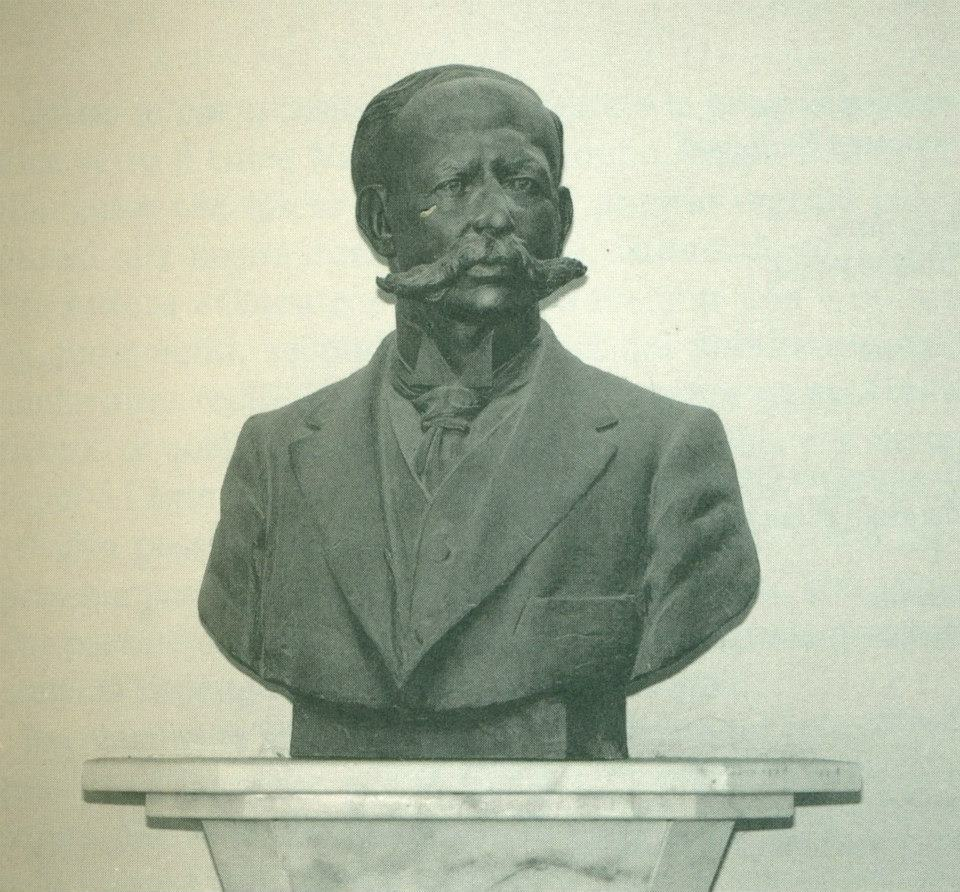
Il conte Napoleone Bertoglio Pisani, benemerito archeologo e storico besatese.

Entrato nel Regno d'Italia, il comune di Besate si trovò da subito ad affrontare dei problemi ancora una volta legati all'agricoltura: i numerosi furti perpetrati nelle campagne spinsero i possidenti locali a richiedere la fondazione di una guarnigione della guardia campestre nel 1888, cui però fecero seguito terribili anni di siccità che minacciarono ancora una volta la sicurezza dell'economia locale. Nel 1875, intanto, era iniziata la costruzione di un ponte sul Naviglio di Bereguardo per permettere una facilitazione nei collegamenti con Casorate Primo.
Nel 1912 la morte del conte Napoleone Bertoglio Pisani, benemerito cittadino ed archeologo locale, segnò per il comune di Besate un momento florido dal momento che l'aristocratico milanese lasciò ingenti quantità del suo patrimonio al comune oltre al proprio palazzo, con l'intento di farne la sede municipale che ancora oggi vi trova alloggio. Questo periodo aveva fatto seguito alle agitazioni contadine che sulla scia del socialismo avevano irrotto in tutto l'abbiatense e nel magentino tra fine Ottocento e l'inizio del Novecento.
Durante la prima guerra mondiale, 250 besatesi partirono per il fronte e nel 1925 venne eretto il monumento ai caduti locale.
Nel periodo successivo alla Grande Guerra e sino alla fine della seconda guerra mondiale, grande importanza continuarono a rivestire i Visconti di Modrone i quali si preoccuparono della fondazione di istituzioni e legati per l'assistenza ai poveri ed alla scuola elementare locale, oltre ad aver consentito di ospitare presso il proprio palazzo locale la prima sede del fascio che continuò ad operare sino al 1943 quando Besate, sul fronte opposto, divenne una delle principali sedi operative partigiane nell'area a cui si aggiunsero le truppe alleate che, all'indomani della liberazione, giunsero da Bereguardo nel 1945.

### Simboli
Lo stemma e il gonfalone sono stati concessi con DPR del 23 marzo 1954.
L'emblema comunale si ispira allo stemma della famiglia milanese dei Capitani di Sesto (capriolato d'argento e d'azzurro; al capo dell'Impero).
Il gonfalone in uso, descritto nell'art. 5 c. 5 dello statuto comunale, è un drappo partito di rosso e di azzurro, mentre quello riprodotto nel bozzetto che accompagna il decreto di concessione è un drappo partito di bianco e di rosso.

## Monumenti e luoghi d'interesse

### Architetture religiose

#### Chiesa di San Michele Arcangelo
Nel febbraio del 1605 Besate venne visitata dal cardinale Federico Borromeo nell'ambito di una sua visita pastorale nella zona. Egli riportò nel suo memoriale pastorale che la comunità si attestava attorno alle 950 persone e che purtroppo la facciata della chiesa di San Michele si trovava in pessime condizioni, minacciando di crollare dal tanto che era rovinata dal tempo. Per questo motivo egli personalmente incaricò monsignor Alessandro Mazenta in qualità di prefetto delle fabbriche ecclesiastiche dell'arcidiocesi perché approntasse il disegno per una nuova chiesa al posto di quella già esistente che aveva origini medievali.
Il campanile della chiesa, alto 35 metri, risale alla fine del Seicento, mentre gli affreschi interni sono risalenti agli ultimi anni del Settecento. L'altare maggiore venne realizzato nel 1816.
Il campanile ha un concerto di 6 campane in Re3.

## Società

### Evoluzione demografica
Abitanti censiti

### Etnie e minoranze straniere
Secondo i dati ISTAT al 31 dicembre 2010 la popolazione straniera residente era di 119 persone. Le nazionalità maggiormente rappresentate in base alla loro percentuale sul totale della popolazione residente erano:
Romania 33 1,62%
Marocco 22 1,08%

## Economia
Secondo una statistica del Centro Studi Sintesi di Mestre, che ogni anno stila una classifica in base alla "ricchezza" dei comuni italiani in base al reddito, Besate è risultato il paese più ricco d'Italia nel 2006, con un reddito medio pro capite di circa 30 000 euro. Besate era risultato in testa alla speciale classifica già nel 2004, mentre nell'anno successivo era stato superato da Basiglio, altro comune della città metropolitana di Milano.

### Industria
A Besate ha sede il caseificio Gelmini, che da generazioni produce ed esporta in tutto il mondo il Gorgonzola DOP, formaggio che localmente veniva anche detto "stracchin veech".

## Amministrazione
| Periodo        | Periodo        | Primo cittadino      | Partito                         | Carica  | Note   |
| -------------- | -------------- | -------------------- | ------------------------------- | ------- | ------ |
| 14 giugno 2004 | 7 giugno 2009  | Dario Codegoni       | Lista civica                    | Sindaco | [ 13 ] |
| 8 giugno 2009  | 25 maggio 2014 | Natale Casarini      | Lista civica Un paese per noi   | Sindaco | [ 13 ] |
| 26 maggio 2014 | 26 maggio 2019 | Mariarosa Codegoni   | Lista civica Noi BesateSI       | Sindaco | [ 13 ] |
| 26 maggio 2019 | 9 giugno 2024  | Beltrami Gian Pietro | Lista civica Per Besate Insieme | Sindaco | [ 13 ] |
| 9 giugno 2024  | in carica      | Dario Codegoni       | Lista civica Besate futura      | Sindaco | [ 13 ] |

## Sport
A Besate sono presenti all'interno del centro polisportivo due campi da tennis, un campo coperto per tennis e calcio a 5; mentre all'aperto vi è un campo in cemento per la pallacanestro ed un campo da calcio su erba.
La palestra scolastica della vicina scuola Ada Negri ospita anche le partite della squadra di pallavolo, la A.S. Volley Besate.
Besate aveva una squadra di calcio, la A.C. Besate 1988, i colori societari sono il giallo ed il verde.